# Caucher Birkar
Caucher Birkar (en kurde : کۆچەر بیرکار), né Fereydoun Derakhshani (en persan :فریدون درخشانی ) en juillet 1978 à Marivan (Iran), est un mathématicien iranien.
Il est l'un des contributeurs principaux de la géométrie birationnelle moderne.
En 2010, il a reçu le prix Leverhulme en mathématiques et en statistique pour ses contributions à la géométrie algébrique et, en 2016, le prix Moore pour l'article Existence de modèles minimaux pour les variétés de type général log, Journal de l'American Mathematical Society (2010) (avec les coauteurs P. Cascini, C. Hacon et J. McKernan).
Il a reçu la médaille Fields en 2018, « pour sa preuve de la limitation des variétés de Fano et des contributions au problème du modèle minimal ».
Il est professeur à l'université de Cambridge.

## Formation
Birkar est né en 1978 à Marivan, dans la province du Kurdistan, en Iran, où il commence sa scolarité. Ses parents sont agriculteurs et vivent dans des conditions économiques difficiles liées à la guerre Iran-Irak.
Il étudie les mathématiques à l'université de Téhéran où il obtient une licence.
En 2000, à l'occasion d'un voyage en Angleterre pour un concours international de mathématiques, il obtient un statut de réfugié au Royaume-Uni et commence son doctorat à l'université de Nottingham, où il étudie de 2001 à 2004.
En 2003, il reçoit une bourse (Cecil King Travel Scholarship) de la London Mathematical Society.

## Recherche scientifique
Le principal domaine de recherche scientifique de Caucher Birkar est la géométrie algébrique.  Cette branche fondamentale des mathématiques fait la synthèse entre les approches géométriques et algébriques des problèmes. Il est spécialiste en particulier de la géométrie birationnelle de plus grande dimension dont les équations polynomiales. Ses travaux ont démontré qu'une variété infinie de ces équations peut être réduite à un nombre fini de catégories. Ces résultats sont considérés comme une avancée majeure dans le domaine de la géométrie arithmétique.

## Prix scientifique
Le prix de Fondation Sciences Mathématiques de Paris lui a été attribué en 2010. Le 1er août 2018, Caucher Birkar obtient la prestigieuse médaille Fields lors de la cérémonie d'ouverture du congrès international des mathématiciens (ICM 2018) organisé pour la première fois en Amérique du Sud à Rio de Janeiro, au Brésil.
Il déclare cette récompense comme un aboutissement  de ses rêves d’adolescent « lorsqu’il regardait les portraits des médaillés Fields sur les murs de son club de maths à Téhéran ».
Caucher Birkar est le deuxième scientifique iranien qui obtient la médaille Fields, après Maryam Mirzakhani, la première femme lauréate du prix, morte en juillet 2017 d’un cancer du sein. 
Il est aussi le premier lauréat britannique n'ayant pas été formé à Oxford ou Cambridge.
Peu de temps après la remise, la médaille est dérobée. Caucher Birkar alerte immédiatement les organisateurs qui ont retrouvé sa pochette par terre, sous une tribune, mais la médaille et le portefeuille n'étaient plus à l'intérieur. L'organisation du congrès international de mathématiques a confirmé le vol et collabore avec les autorités de police qui enquêtent sur cette affaire. Le samedi de l'évènement, une autre médaille identique gravée à son nom lui a été remise. Il y en avait une cinquième gardée, sur laquelle il suffisait de graver son nom.